# The Monkey Suit
The Monkey Suit, llamado El hombre mono en España y El traje de simio en Hispanoamérica, es un episodio perteneciente a la decimoséptima temporada de la serie animada estadounidense Los Simpson, emitido originalmente por FOX el 14 de mayo de 2006 y en Hispanoamérica fue estrenado el 3 de diciembre de 2006. El episodio fue escrito por J. Stewart Burns y dirigido por Raymond S. Persi. Melanie Griffith y Larry Hagman fueron las estrellas invitadas. En este episodio, Lisa y Flanders se enfrentan judicialmente luego de que este último lograra prohibir la enseñanza de la evolución en las escuelas de Springfield.

## Sinopsis
Todo comienza cuando Bart cree que ha desperdiciado todo su verano, entonces hace lo que tenía pensado hacer: Ganar un partido de Baseball, presentarse en una obra, ver el éxito del verano y tener un romance. Cuando termina su lista, Lisa dice que deben hacer su actividad de verano la cual era ir al museo para ver una exposición de mujeres (Para gran desagrado de Bart y Homer) pero para suerte la exposición había sido cancelada y reemplazada por una de la "Historia de las Armas". Viendo una cola demasiado larga, Homer nota que Ned Flanders y sus hijos estaban al principio de la misma, y decide colarse. Otros comienzan a aprovecharse de la bondad de Ned, dejándolo el último de la fila. Para levantar un poco el ánimo de los niños, los hace darse la vuelta para que pareciese que estaban otra vez los primeros. Sin embargo, Homer se vuelve a poner delante, exclamando que está en todas partes. Al final del día, Flanders todavía esperaba entrar, pero se les niega la entrada y la exposición de armas cierra. Por eso, decide ir a la exposición de la evolución, que estaba tras otra puerta. Ned queda horrorizado al escuchar que los humanos descienden de los monos y que la creación, narrada en el Génesis, era sólo un mito. Cubriendo los ojos de sus hijos, los saca del museo.
Más tarde, Ned va a la iglesia para sugerir una mayor promoción del Creacionismo, lo cual le parece bien al Reverendo Lovejoy. Al día siguiente, Ned y Lovejoy engañan al director Skinner para introducir el Creacionismo en la escuela. Lisa queda perturbada ante esto, y en una reunión de toda la ciudad les pide a todos que elijan entre el Creacionismo y el Darwinismo, ya que sólo una de las dos es verdadera. La gente vota por el Creacionismo, y el acto de enseñar y aprender el Darwinismo se vuelve ilegal. Por lo tanto, Lisa decide dar clases secretas para la gente interesada en la Evolución. Sin embargo, cuando la primera lección está por comenzar, es arrestada por el jefe Wiggum por "enseñar una ciencia no bíblica". Lisa protesta ante esto, diciendo que se cometían muchos otros crímenes más graves, como por ejemplo los tiroteos del ladrón Snake en el minisuper. La policía, entonces, dice que sólo podía hacer valer la última ley que se había decretado. 

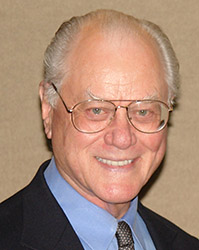
Larry Hagman interpreta a Wallace Brady, el abogado sureño que defiende al creacionismo.

Lisa es llevada a juicio, el cual se titula "Lisa Simpson vs. Dios". Representándola a ella está Clarice Drummond, una abogada de Nueva York, y del lado de Dios (es decir, Ned) está Wallace Brady, un abogado sureño. El juicio no es favorable para Lisa, y el Profesor Frink (llamado al estrado por Clarice) da respuestas ambiguas sobre la existencia de Dios, mientras que un científico creacionista dice que la Evolución no podía haber sido real, ya que no había pruebas sobre la existencia del "eslabón perdido". En su casa, Lisa se siente ignorada y Marge decide ayudarla. Por eso, comienza a leer el libro El Origen de las Especies, de Charles Darwin, y se vuelve fanática del libro. Cuando el juicio se reanuda, Marge le dice a Lisa que ella puede ayudarla. Mientras Ned es interrogado por Clarice, Marge le da a Homer una cerveza helada. Homer, sorprendido, trata de abrirla, sin éxito. Por más que lo intenta, se vuelve cada vez más primitivo e incapaz. Finalmente, Ned pierde la paciencia y le grita a Homer "¿¡Quieres callarte, cara de mono!?". Clarice, entonces, le pide a Ned que compare una pintura del "eslabón perdido" (un homínido) con la imagen de Homer agitando la cerveza sobre su cabeza. Ned acepta la derrota y el caso se cancela. Ned se va, caminando tristemente con sus hijos, pero Lisa explica que ella estaba bien con sus creencias, aunque considera que la ciencia y la religión jamás podrán estar juntos, un punto en el que Ned está de acuerdo pero al culminar el episodio, Tod empieza a ser grosero con su padre Ned pero resultó que era Nelson disfrazado de Tod Flanders.